# Тайна вечеря (картина да Вінчі)
«Тайна вечеря» або рідше: «Таємна вечеря» — фреска італійського художника Леонардо да Вінчі, стінопис якої створено в період 1495–1497 років у монастирі домініканців Санта Марія делле Ґраціє в Мілані. Шедевр, який в історії живопису відкриває епоху Відродження, зображує Ісуса Христа з апостолами та скорботне з ними застілля у вечір перед самим розп'яттям.

## Стан і виконання картини
У 1517 році виявили, що фреска псується: причина швидкого псування — своєрідна техніка, яка поєднує олію з темперою, та відмова робити в класичній техніці вологого тиньку (тобто фрески). У творчому доробку Леонардо немає жодної фрески за канонічною технологією, про що писав ще Бернсон (Британія). Саме тому робота над стінописом розтяглася на чотири роки, коли типову фреску тоді ж писали за три місяці теплого літа.

## Композиція
Обмірковуючи майбутню «Тайну вечерю», Леонардо не тільки виконував начерки, але й записував свої думки про дії окремих учасників цієї сцени: «Той, що пив і поставив кубок на місце, звертає голову до того, що говорить, інший з'єднує пальці обох рук і з насупленими бровами дивиться на свого товариша, інший показує долоні рук, припіднімає плечі до вух і висловлює здивування ротом…» У записах не зазначені імена апостолів, але Леонардо, скоріш за все, ясно уявляв собі дії кожного з них і місце, яке кожен мав зайняти в загальній композиції. Імовірніше за все, за його версією апостоли розташовуються так (зліва направо): Варфоломій, Яків Менший (молодший), Андрій, Юда Іскаріот, Петро (позаду Іуди), Іван. Від Христа вправо: Фома (ззаду), Яків (старший), Пилип, Матвій, Фаддей, Симон Зілот. Уточнюючи в малюнках пози і жести, він шукав таких форм вираження, які утягнули б всі фігури в єдиний вир пристрастей. Він хотів зберегти в образах апостолів живих людей, кожен з яких по-своєму відгукується на події, що відбуваються.
Збереглися малюнки художника до «Тайної вечері».

## Неканонічне тлумачення стінопису
Неканонічність «Тайної вечері» була закладена самим Леонардо. Майстри задовго до Леонардо малювали цей сюжет: у камені відтворили його ще майстри готики. Особливо часто до цього сюжету зверталися художники 15 століття. До Леонардо вже була ціла низка «Тайних вечерь» (у Андреа Кастаньо, у Гірляндайо-батька). Неканонічність стінопису Леонардо помічав і Джорджо Вазарі: «Він (Леонардо) відкинув звичайні канонічні традиції — і розмістив Іуду Іскаріота серед апостолів, а не вдалині, по інший бік столу, як це робили до нього». Іуду тепер можна було впізнати за кошелем з срібняками, що той мав у руці, та острахом, що відбився на обличчі.

## Цікаві факти
- У відомій телепередачі «Життя після людей» прогнозується, що після зникнення людства стінопис без догляду зможе зберегтися лише 60 років.
- Назва «Таємна вечеря» прижилася лише у всіх країнах, які входили до складу СРСР. У всьому світі переклад дослівний — «Остання вечеря».